# أور
أُور هو موقع أثري لمدينة سومرية تقع في تل المقير جنوب العراق. وكانت عاصمة للدولة السومرية عام 2100 قبل الميلاد. وكانت مدينة بيضاوية الشكل وتقع على مصب نهر الفرات في الخليج العربي قرب إريدو إلا أنها حاليا تقع في منطقة نائية بعيدة عن النهر وذلك بسبب تغير مجرى نهر الفرات على مدى آلاف السنين الماضية، وتقع حاليا على بعد بضعة كيلومترات عن مدينة الناصرية جنوب العراق وعلى بعد 100 ميل شمالي البصرة. وتعتبر واحدة من أقدم الحضارات المعروفة في تاريخ العالم.
يُعتقد أن النبي إبراهيم وُلِد فيها، غير أن الأمر غير مؤكد واشتهرت المدينة بمبنى الزقورة التي هي معبد للآلهة إنّيانا آلهة القمر حسب ما ورد في الأساطير (الميثولوجيا) السومرية.
وكانت تحتوي على 16 مقبرة ملكية شيدت من الطوب واللبن. وكان بكل مقبرة بئر. وعند موت الملك يدفن معه جواريه بملابسهن وحليهن بعد قتلهن بالسم عند موته، وكان للمقبرة بنيان يعلوه قبة.

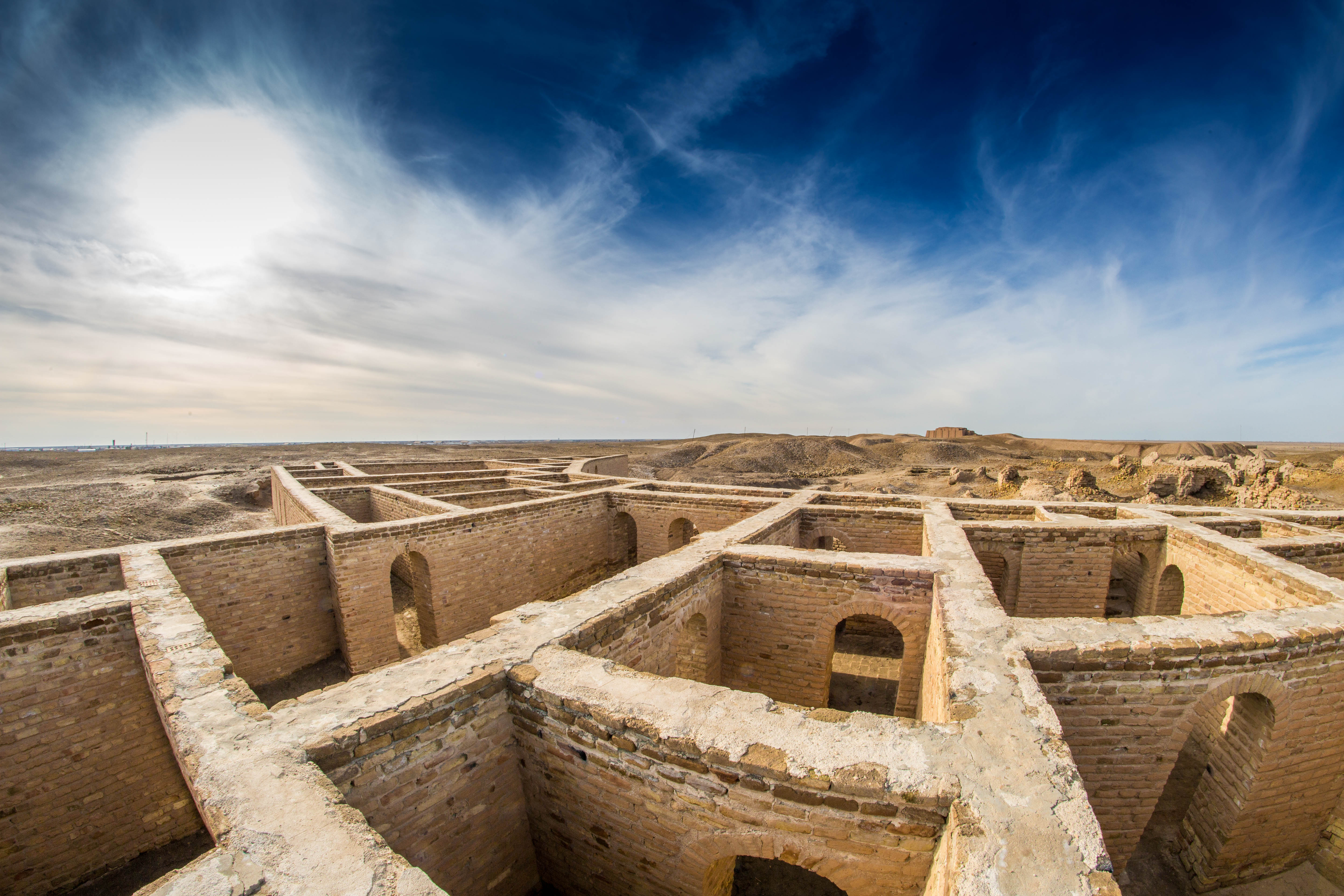
المنزل الذي يعتقد انه للنبي إبراهيم في أور

## التاريخ
مدينة أور كانت مدينة مسكونة منذ فترة العبيد حيث كانت القرى عبارة عن مستوطنات زراعية، ولكنها أصبحت مستوطنة كبيرة مع حاجة هذه المدن إلى مستوى أعلى من حيث السيطرة على الري في أوقات الجفاف، وفي الفترة 2600 قبل الميلاد. وخلال حكم السلالة الثالثة في الفترة المبكرة ازدهرت أور من جديد، وأصبحت المدينة المقدسة للآلهة إنّيانا، وفي النهاية سيطر ملوك مملكة أور على الدولة السومرية. ويقال أنها كانت موطن النبي إبراهيم.
حصّن أهل سومر مدينة أور وجعلوها عاصمة لدولتهم، وبنوا فيها مباني دائمة من الطوب المحروق، كما بنوا المعابد لآلهتهم والتي تعبر عن رفاهية المدينة، وكان للمدينة ميناء للتجارة، وسكانها يقسم إلى قسمين: قسم يسكن المدينة والثاني عبيد أو خدم يفلحون الأرض ويعيشون في القرى الريفية المحيطة بها، وتقدمت مهنتي التجارة والصناعة ثم أصبحت أور المدينة العاصمة مدينة قيادية في المملكة السومرية. انظر الشكل المجاور.
وكانت مساحتها 240 فدان ويسكنها حوالي 24 ألف نسمة، ومن أهم آثارها سور وجدار يحيط بمجموعة المعابد القديمة والزقورات العظمى، ومعنى الزقورات الجبال المقدسة وهي على شكل أهرام ترتفع في هيئة مدرجات تتناقص ويحيط بها منحدرات توصل إلى قمتها.

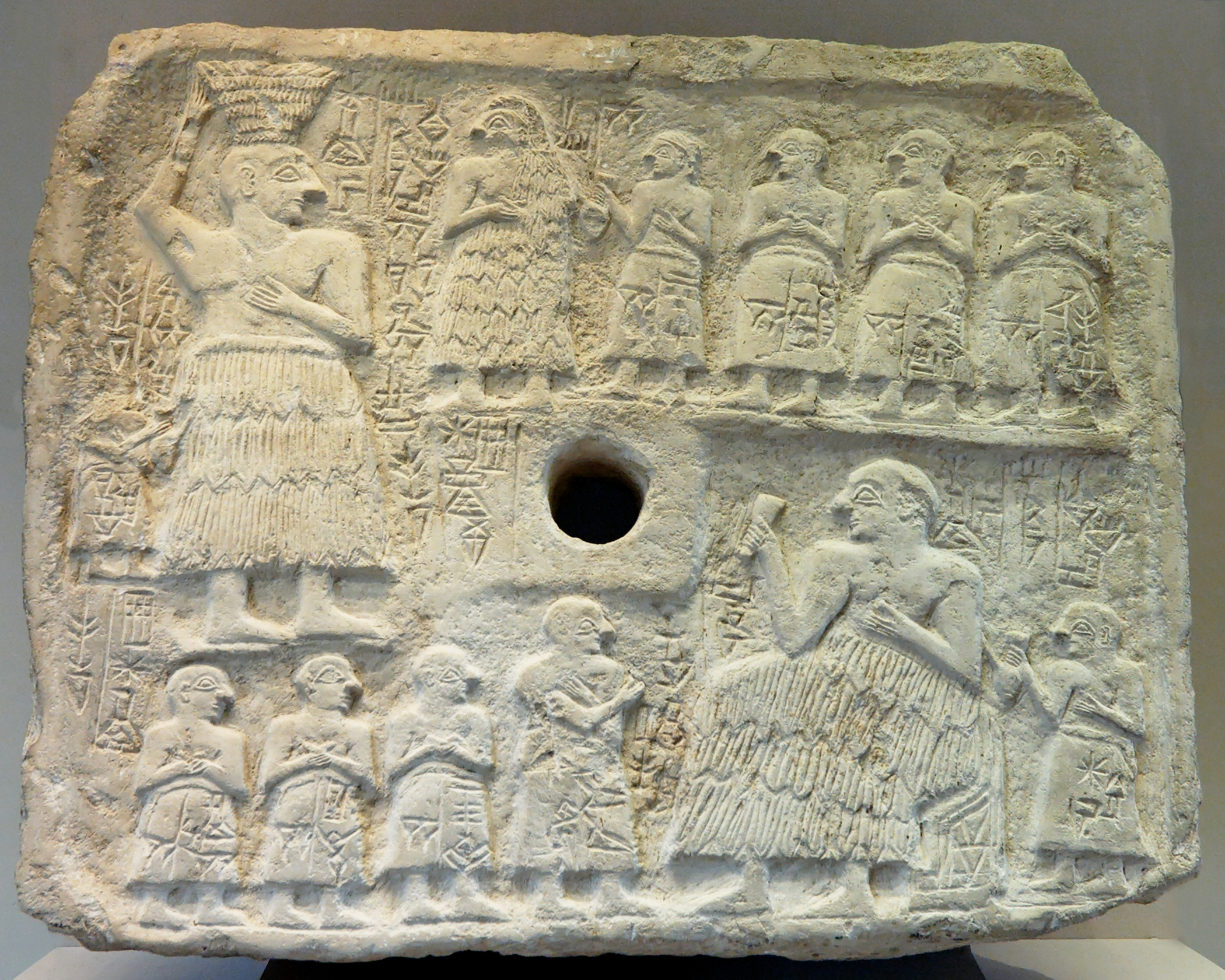
رقيم من مدينة أور في متحف اللوفر

## السكان
يرى لاندزبرجر Landsber ger فيما يتصل بسكان المنطقة ولغاتها القديمة، أن ثمة أقوام مجهولي الهوية سبقوا السومرين والساميين إلى استيطان جنوب بلاد الرافدين ومناطق الفرات الأوسط، يطلق عليهم اسم الفراتيين الأوائل Proto – Euphrat، وينسب إلى أولئك أسماء عدد من المدن ومنها «أدب، لجش، أور، الوركاء، لارسا»، كما ينسب إليهم أسماء عدد من المهن الزراعية والحرف الصناعية الضرورية لمجتمعهم. ويرى بعض الباحثين أن سكان أور خلال عهد سلالة أسرة أور الثالثة هم من السومرين حيث سُمّي هذا العصر بالعصر السومري الحديث.

## الحياة السياسية في مدينة أور
يعتقد أن نهضة المملكة السومرية قد بدأت في حوالي عام 2120 قبل الميلاد عندما بادر أوتو حيكال Utu-Hegal أوتو خيجال ملك الوركاء لإعلان أول عصيان واسع النطاق على الحكام القبليين (الجوتين)، وقد سانده في هذا العمل حكام سومر في بعض المدن ومن بينهم أور نمو (حاكم أور) Ur- Nammu الذي تمرد عليه وهزمه بعد الجوتين بعد أن حقق انتصاراته الأولى، ثم أتم أور نمو تحرير سومر وأسس السلالة الثالثة في مدينة أور (أسرة أور الثالثة) ليبدأ العصر السومري الحديث.
ازدهرت مدينة أور في فترة حكم أسرة أور الثالثة (2111 - 2003) قبل الميلاد، حيث تعاقبت على عرش أسرة أور الثالثة خمسة ملوك كان أولهم المؤسس أور نمو (2111 – 2094 ق. م)، الذي أستطاع توحيد المدن السومرية جميعها تحت حكمه وسلطانه، بعد أن استطاع الانتصار على ملك مدينة الوركاء ومن بعدها مدينة لجش ومن بعدها المدن السومرية الأخرى وبعض مدن الأكادية الواقعة إلى الشمال من مدينة نيبور حتى أن وصلت سلطته بلاد بابل إلى الجزيرة العليا، فلقب الملك أور نمو في وقتها «ملك سومر وأكد»، بدأ نشاطاً معمارياً واسعاً قام به في مملكته الموحدة في المدن السومرية وأكادية متعددة.
أهم ما قام به الملك أور نمو في مدينة أور والارتقاء بها وازدهارها في تلك الفترة والتي تتلخص ببعض الإصلاحات الإدارية والإنجازات العمرانية ومنها:
1. بنى زقورة للآلهة إنّيانا في عاصمة دولته أور، وشيد وبنى العديد من المباني وترميم ما تهدم من معابد الآلهة في المدن السومرية المختلفة.
2. حصن المدينة التي تطل على نهر الفرات من جهاتها الثلاث.
3. أوصى بشق قنوات للري لإيصال مياه نهري دجلة والفرات إلى الأراضي الزراعية، وصيانة القديم منها.
4. نظم سياسة البلاد وذلك من خلال ترسيم ووضع الحدود الفاصلة بين المدن والأقاليم التي اختلطت بعد الفوضى التي قام بأحداثها الجوتيين. وحدد سلطة كل من الحكام المحليين وحكام المدن والأقاليم وحدد مسؤولية إدارتهم، وحل الخلافات والمنازعات المتعلقة بالأحياز البيئية المتعلقة بالأراضي ومصادر المياه.
5. سن تشريعات قانونية تعد الأولى من نوعها في تاريخ بلاد ما بين النهرين والشرق الأدنى القديم، حيث أشتملت على تنظيم العلاقات بين أفراد المجتمع من جهة وبين المعبد وبين القصر الملكي من جهة أخرى، ونصت القوانين على منع الكهنة وكبار الموظفين من استغلال وظائفهم الدينية والحكومية لتحقيق السلطة والثراء على حساب الشعب، وتعتبر من أقدم القوانين التي تم الكشف عنها حتى الآن والتي كتبت باللغة المسمارية، حيث أن القانون كان يتألف من مقدمة تليه مواد قانونية ثم ينتهي بالخاتمة، وكانت المقدمة مخصصة للحديث عن أور نمو. وتعالج المواد القانونية اثنتان وثلاثون قضية اقتصادية واجتماعية.

بعد وفاة الملك أور نمو خلفه ابنه شولجي (2093 – 2046) قبل الميلاد في حكم مدينة اور حيث استمرت مدة حكمه حوالي 48 عاماً مكنته من تنفيذ العديد من المشاريع العمرانية وإعادة توسيع بعض المنشآت في مدن سومر وأكد وفي مقدمتها إكماله بناء عدد من المعابد والزقورات كزقورة اور نفسها وزقورة الوركاء واهتم بمدينة إريدو ومعابدها. لقد ورث شولجي عن أبيه مملكة ثابتة الأركان سعى إلى جعلها دولة مترامية الأطراف إذ قام بمهاجمة عاصمة الدولة العلامية في سوسة وظمها إلى مناطق نفوذه حيث وصلت دولة الأسرة الثالثة في اور إلى أقصى اتساعها في زمن حكم الملك شولجي فقد امتد نفوذ مملكته من الخليج العربي جنوباً إلى آشور والجزيرة العليا والفرات الأوسط حيث تقوم مدينة ماري شمالاً، ومن عيلام وجبال زاغروس في الشرق إلى البادية السورية وربما إلى جبيل على ساحل البحر الأبيض المتوسط غرباً، حتى سمي الملك الاكادي «ملك الجهات الاربع»، ويعتقد أن أهل بلاطة رفعوه إلى مرتبة الإله، وكان ينتسب كباقي افراد الأسرة إلى الآلهة ننسو والدة جلجامش.
بعد وفاة شولجي وصل إلى الحكم ابنه الأكبر أمار سين (2045 – 2037) قبل الميلاد، حيث استمر بتفيذ سياسية البناء والاعمار التي اتبعها أبوه وجده من قبل في المدن المختلفة، وينسب إلى عهده بناء معبد الآله إنكي في إريدو.
ثم جلس من بعده على عرش أور أخيه شو سين (2036 – 2028) قبل الميلاد تتمثل الحياة السياسية في عهده بالعديد من الاضطربات السياسية مع القبائل الأمورية، وتوثيق العلاقات السياسية مع العيلاميين، وسار على نهج آبائه في تشييد وبناء المعابد وتجديدها في كافة أركان الدولة.
وبعد وفاة سوشين ارتقى حكم أور إلى ابنه إبيسن وهو الملك الخامس والأخير في أسرة أور الثالثة حيث حكم من حـوالي (2027 – 2003) قبل الميلاد، ولقد واجه العديد من المتاعب بعد الخمس سنوات الأولى من حكمه المتمثلة بتمرد القبائل الشمالية الشرقية، وكثرت الضغوطات العسكرية على المملكة من جهاتها الشمالية والشرقية المتمثلة بالأموريين واصرارهم على دخول بابل، وترقب العلاميين فرصة مناسبة للانفصال من جديد عن سلطة أور، بالإضافة إلى تمرد الحاكم للمدن الداخلية في دولة اور فساعدت هذه العوامل على سقوط دولة أور في يد العلاميين، وعادت بلاد بابل إلى نظام حكم دول المدن بعد أن تفككت وحدتها في نهاية عهد الأسرة الثالثة وسقوط أسرتها (هبو 1996 : 135-46). وأخيراً بدأت العلامات المبكرة لضعف الدولة السومرية مع بداية حكم آخر ملك من ملوكها (أبي سين) وساعد على سقوطها الوضع الاقتصادي الصعب الذي مرت به بلاد سومر حيث ارتفعت نسبة الملوحة في الأراضي الزرعية وقل إنتاجها الزراعي وكان لسعة الإمبراطورية السومرية البعيدة الأثر الكبير في عدم القدرة على إدارتها الاقتصادية والسياسية، فشكّل قيام العلاميين من الشرق والآموريين من الغرب نهاية سلالة أور الثالثة ونهاية العصر السومري وبداية العصر البابلي القديم وضم جكم سلالات إيسن ولارسا وأشنونا وسلالة بابل الأولى.
كانت النهاية السياسية للسومرين في حوالي 2006 قبل الميلاد بسقوط الإمبراطورية السومرية، ولكن الثقافة السومرية كانت المعين العظيم لكل ثقافات وادي الرافدين، بل لكل ثقافات المنطقة والعالم سواء في الكتابة أو العلوم أو الأديان أو الفنون أو الآداب، وشكلت أول ثقافة بشرية أصيلة ساهم الإنسان والطبيعة وتراث العصور القديمة في صياغاتها (الماجدي 1998 : 25)

## العمارة الدينية والمدنية
كانت المعابد أماكن مشتركة للآلهة والكهنة معاً وكانت الطوابق الأرضية وكان الكهنة بمثابة خدام للآلهة يؤدون لهم الطقوس والشعار ويوفرون لهم ولتماثيلهم جميع المتطلبات التي كانوا يحتاجون إليها (الماجدي 1998 : 36)، تم في أور إنجاز العديد من البرامج الطموحة من قبل ملوكها في أعمال البناء تركت آثارها في المدن على شكل معابد وزقورات وقصور، قام وولي في الفترة الواقعة ما بين عامين 1922- 1934 في التنقيب في الموقع تل المقير بشكل شامل. جاء مخطط مدينة أور بيضوي الشكل يصل بعدها إلى حوالي نصف ميل وكانت المدينة محاطة من الجهتين الشمالية والغربية بنهر الفرات، وكانت محاطة بأسوار سماكتها 27 متراً هدمت في عام 2006 قبل الميلاد أثناء مهاجمة جيش العلاميين للمدينة، وبنى نبوخذ نصر سور داخلي للمجمع الديني في عام 1500 قبل الميلاد (لويد 1993 : 136).

## الأبنية في أور
نشر وولي مخططا كاملا لمدينة أور كما وجدها تحتوي على تفاصيل التحصينات التي استطاع استعادة أجزاء منها. وتتمثل هنا بالطبع أسوار المدنية عندما أعاد بنائها ملوك الدولة البابلية الحديثة في القرن السادس قبل الميلاد. وليس هناك أي سبب يدعونا إلى الافتراض بأن حدودها الخارجية لا تختلف كتيرا عن الحدود التي بنيت في عصر الملك أور نمو قبل 15 قرنا من الزمن. تتخذ المدينة التي تحيط بها هذه الأسوار شكلا شبه بيضوي ويبلغ أقصى طول لها (1200) متر. وفي عصر الملك أورنمو أحيطت المدينة بسور واستحكامات وولي على النحو التالي:
«لقد بنى المتراس من القرميد الطيني، وكان السطح الخارجي له منحدرا بشكل مائل جدا. وكان القسم السفلي من البناء يشكل ساترا على جانب الهضبة التي شكلتها المدينة القديمة. بينما يمتد القسم العلوي منه نحو الداخل فوق الآثار ليشكل مصطبة صلبة البنية وفي الأعلى من كل ذلك هناك جدار مبني بشكل مناسب من القرميد المشوي ويزيد من قوة هذه التحصينات في الواقع مرور مياه نهر الفرات في أسفل المتراس. بينما حفرت قناة واسعة على بعد خمسين ياردة من السور من الجهة الشرقية مما جعل الماء يغطي الطرف الشمالي من المدنية. لذلك فقد كانت أور محاطة بالماء من جهاتها الثلاثة وكان الاقتراب منها على أرض اليابسة ممكن من الجهة الجنوبية فقط»
ويضيف وولي «لم يبق من سور مدينة أور أي أثر، ويمكن ان نصادف نماذج من أحجار ضخمة من القرميد المسكوب في قوالب طبع عليها اسم الملك ولقبه، وقد استعملت هذه الأحجار ثانية في بناء أحداث ولكن ليس بين الأحجار القرميدية واحدة في مكانها، ولأن دفاعات أور كانت على قدر كبير من القوة فقد تم تفكيكها بعناية بعد أن سقطت أور بيَد العدو»

## الزقورة

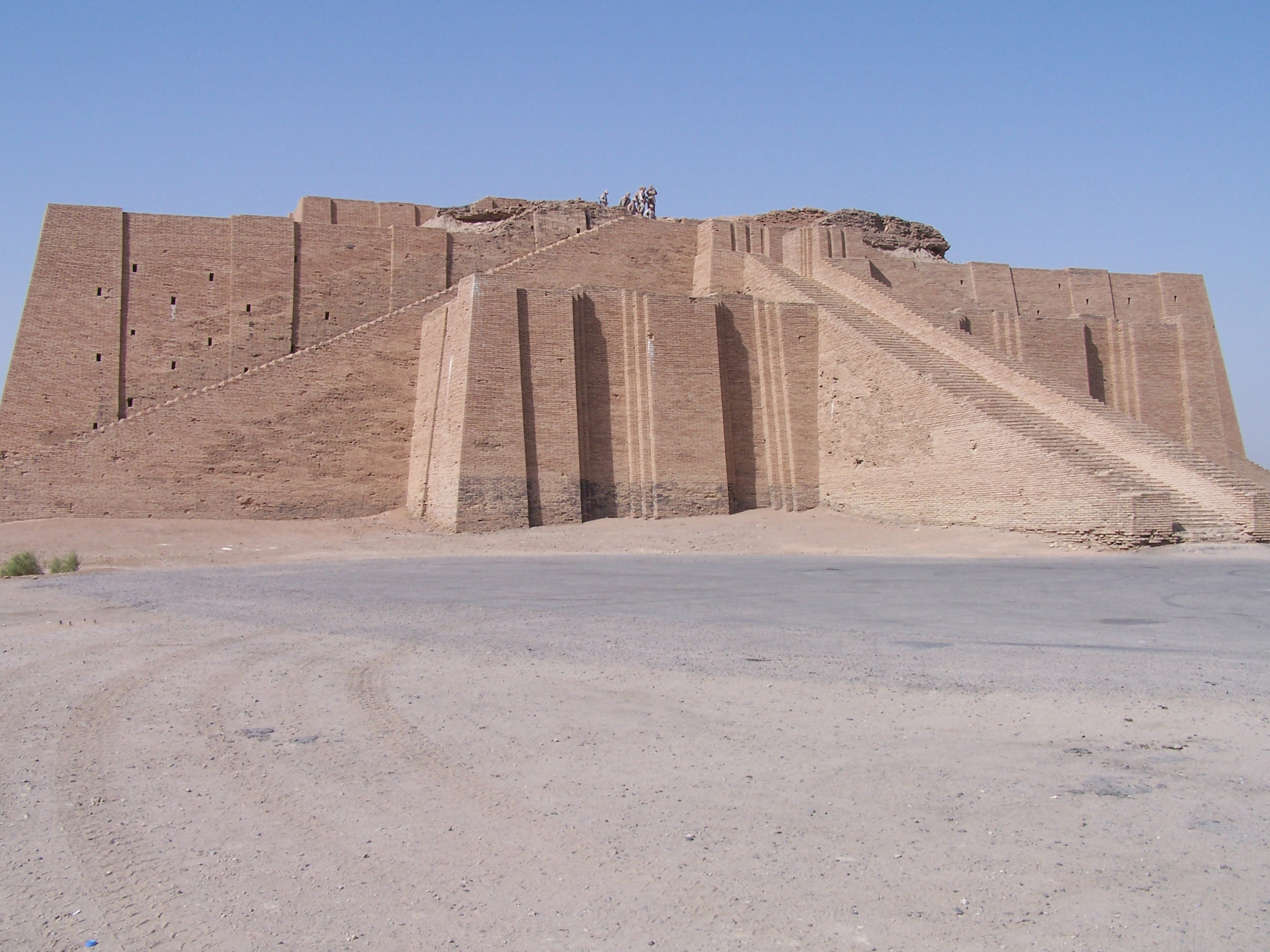
واجهة الزقورة وقد أعيد بناؤها، ويمكن رؤية بقايا هيكل الإمبراطورية البابلية الحديثة جاحظ في الأعلى.

هيمنت الزقورة أو برج المعبد المدرج على السهل المحيط بأور، كان ارتفاعها الأصلي سبعين قدماً، تعد زقورة أور التي قام ببناها الملك أورنمو 2100 قبل الميلاد من أشهر الزقورات في بلاد الرافدين، جاءت الزقورة مخصصة لعبادة آلهة القمر (إنّيانا) فقد كانت من أكثر الزقورات شهرة والأكثر مقاومة وصموداً أمام الزمن وآثارها ما زالت شامخة إلى يومنا هذا.
يصف ماكس مالوان بأن زقورة أور لا يجد ما يقارن بها في بلاد الرافدين كلها، بسبب اللون الأحمر القاني والتكوين البناء الذي استخدم فيه الآجُر وبسبب الترتيب المستنبط ببراعة المينى كله على سلالمه الثلاثة المؤلفة كل منها من مئة درجة. كانت الزقورة إبان التنقيب فيها أثر رائع بشكلها المهيب الضخمة والانحناء اللطيف لواجهتها، ختمت كل آجرة من الآجر المشوي الذي شيد فيه هذا الصرح الفخم ياسم أورنمو مؤسس سلالة أور الثالثة، الذي عمر أور وجعلها عاصمة بلاد سومر، وبذلك حوًل المدينة القديمة المبنية من الآجر الطيني إلى مدينة مبنية بالآجر المشوي، وكان البرج الذي يتكون من ثلاثة طبقات متوجاً بالقمة بمعبد صغير كان يشهد إقامة مراسيم غامضة.
كان السور المحصن الثاني يحيط بالمجمع الديني في الجزء الشمالي الغربي من المدينة. وفي إعادة التصور الذي وضعه وولي لهذه المنطقة يلاحظ توسيع المجمع في عصر نبوخذ نصّر حيث اخترق السور الجديد المبنى الضخم لقبور السلالة الثالثة التي كانت خارج المجمع الديني مباشرة قرب القبور الملكية القديمة.
أما الأبنية الموجود في داخل السور فقد كان أبرزها الزيقورة التي بناها الملك أورنمو وأكمل بنائها ابنه شولجي (لويد 1993 : 210- 12) وهي عبارة عن برج مدرج يصعد إليها بدرج ثلاثي (مالون2001 :95)، أن هذا الأثر الهام والذي حافظ على ببنيته أكثر من أي أثر آخر من نفس النوع من بلاد الرافدين، كد قام المكتشف الاثري وولي بدراسته وتسجيله وإعادة تشكيل حيث أشار أنه بناء جزئي متين مبني على ثلاث مراحل، فنواته مصنوعة من اللبن الطيني المرتب حول وفوق أثار برج قديم. وهو مكسو بواجهة من القرميد المشوي المثبته بالقار وتبلغ سماكتها 2.4 متراً، إما المرحلة الأدنى فهي الباقية بحالة جيدة فتبلغ ابعادها عند القاعدة 61 × 45.7 متر، ويبلغ ارتفاعها حوالي 15 متر.
زقورة أور نمو في أور من عصر السلالة الثالثة حيث أُعيد بناؤه وتشكيله بطريقة مناسبة باستثناء شكل المعبد الأعلى في الأعلى فهو افتراضي. الأبعاد [61 × 45.7 متر. ويتألف المدخل الذي يؤدي إلى قمة البناء عن طريق سلم ثلاثي المراحل مع حصن غير مرتفع له أبراج في زواية. واحتوت نقطة التقاء الزوايا عند مستوى المصطبة الأولى وبقايا الأعمدة القرميدية الأربعة بأفتراض وجود سقف على شكل القبة. ولقد امكن التحقق من ارتفاع وأبعاد المرحلتين العلويتين من البناء الللتين تعرضتا للكثير من الحت والتعرية.
لخص ويلي أهمية الزقورة وبنيانها وقد أولى لها الكثير من الدراسة والشرح وتعود أهميتها متمثلة بثلاثة خصائص هي:
1. تتألف مادة البرج من القرميد المجفف بأشعة الشمس والمدعم بعدة طبقات سميكة من القصب المنسوج.
2. في نواة البناء فقد تمت تقوية القرميد وإزالة لونه بواسطة النار وهي ظاهرة عزاها إلى تشبع البنية بالرطوبة وإلى حدوث احتراق داخلي في المادة النباتية التالفة، وعلى العكس من ذلك فقد ذهل من العدد الكبير من الفجوات التي تخترق الكسوة الخارجية من المراحل الدنيا للبناء وتسائل ما إذا كان الرصيف العلوي قد غرس بأشجار كانت تحتاج للري وذلك لأنه عثر على جذوع أشجار متفحمة قرب قاعدة البرج.
3. اكتشف وولي وجود انحراف نحو الخارج في خط الواجهات الرئيسية على مستوى الرصيف، شكك البعض بهذه التفسيرات عند تذكرهم الثقل الكبير للبرج ومرونة القرميد الطيني.

## المصطبة
تقع جميع الأبنية الرئيسية التي أسسها ملوك أسرة أور الثالثة داخل المجمع الديني في ذلك العصر، بنى الملك أورنمو زقورته على مصطبة عالية محاطة بسور مزدوج يحتوي على غرف داخلية، ثم أضاف إلى البناء باحة أخرى ذات بوابة عظيمة على نفس مستوى المجمع الديني الذي كرسه لكبير الآلهة أور نانار سين (إله)، يتكون المدخل الرئيسي إلى مصطبة الزيقورة في عصر أورنمو من بوابة غير واضحة المعالم موجودة في الزاوية الشرقية، وكان الرواق الخارجي يطل على الجنوب وفيه تمثال للآلهة نانار، استعمل الملوك هذا الرواق كمجلس للقضاء، ثم قام الحكام بفصله عن المصطبة وتحويله إلى محكمة ألحقت بها من حولها مجموعة من الغرف.
أما الأبنية عصر السلالة الثالثة فقد بقي منها بناءان محافظا على شكلها الأصلي، كان أحدهما البناء الموجود في الزاوية الجنوبية الشرقية من المنطقة القديمة الذي يعتبر مقر إقامة الملك اورنمو وخلفائه، وكان البناء الثاني (الضريح) قد اشتمل على قبر كل من الملك أورنمو وقبور خلفائه المباشرين، وكانت تحت مستوى الأرض مباشرة مع غرف الدفن بدهاليزها وأدراجها التي تؤدي إلى هذه القبور، وفوق هذه البقايا نشاهد مكان للصلاة خاصاً بشعائر الدفن وكان على قدر كبير من دقة التصميم والبناء.

## الضريح
كانت هذه المقبرة كغيرها من قبور السلالات القديمة ثرية بكنوز ضخمة لا تحصى. لم يبقى من أبنية هذه المقبرة إلى الهيكل والدهليز بحالة سليمة جزئياً، ولم يجد وولي سوى أجزاء من صفائح ذهبية تؤكد وجود كنوز مسروقة. حيث لم يتم تحديد موقع لاي قبر من قبور الملوك اللاحقين في بلاد الرافدين. اما الغرف ذات الدهليز فكانت تتميز بوجود مجموعة من الدرجات تؤدي إليها وكانت مسقوفة بقناطر ذات أصناف مصنوعة من القرميد المشوي.
لقد اجرى وولي دراسة عميقة وشاملة لموقع مقبرة اور وللآثار الباقية فيها، وأستطاع تسجيل التفاصيل عن وجود بناء فوقي مؤقت يرتبط فقط بطقوس الدفن واستبدل فيما بعدبمعبد دائم لنفس الغرض.

## المعابد
تميز عصر النهضة السومرية بظهور تغير ملحوظ في تصميم ومخططات المعابد العادية، فالداخل المنحني للمعبد والذي لاحظناه في العصور السابقة تخلى البناؤون عنه لمصلحة التناسق في البناء.
إن التصميم الجديد عاش مع قليل مع التعديلات طوال الفترة الباقية من تاريخ المملكة البابلية. يتجلى هذا التصميم بأبسط صورة في تل أسمر «اشنونا» (ESHNUNA) حيث كرس أحد الأمراء معبدا ل (شو- سن) – (SHU- SIN) ملك أور المؤله. كانت المداخل ذات أبراج والردهات المسقوفة والمزارات الداخلية وأماكن العبادة أصبحت مرتبة في اتجاهين متضادين من الساحة المركزية لتكون مشهد فريد ينتهي بالتمثال الديني. ولقد كان ممكنا مضاعفة عدد أماكن العبادة إلا أن الملامح المعمارية التي تطورت الأبنية اللاحقة من حولها ظلت ثابتة منذ ذلك العصر. أما التمثال الديني والذي تركزت حوله طقوس العبادة في العصر السومري فيمكن البحث عن مفاتيحه في المنحوتات النافرة التي تصور الآلهة.

## الدين
كان الدين السومري هو أول دين ذي أنظمة مثولوجية ولاهوتية وطقسية واضحة ومحددة ومتناسقة، وشكلت العقائد الدينية السومرية الوجه النظري للدين السومري، إذ تشكل الطقوس والشعائر السومرية الوجه العلمي للعقيدة الدينية، وقد تطورت العقائد الدينية السومرية تطوراً بالغاً منذ الألف الرابع قبل الميلاد وحتى وصلت إلى شكلها المتماسك الدقيق مع نهاية الألف الثالثة قبل الميلاد، وأكسبها هذا التطور مرونة كبيرة لاستيعاب التغيرات السياسية والاجتماعية والحضارية التي حصلت خلال ما يقارب ألفي سنة المليئة بالأحداث. (الماجدي 1998 : 25 – 29).

## الفنون

لوحة الحرب والسلم السومرية

تعتبر الفنون جزءاً من الواقع الاجتماعي الذي يعكسه المجتمع من خلال الميثولوجيا والأفكار الدينية التي تنشأ في المجتمع لتفسير ظواهر طبيعية وظروف بيئية ودينة واجتماعية. تنوعت المواضيع الفنية التي عثر عليها في أور في المقابر الملكية وفي المعابد وفي القصور.

## تماثيل الأسس
يعود أول هذه التماثيل وأقدمها إلى عصر فجر السلالات الثاني 2600 – 2500 قبل الميلاد وتعد بلاد سومر موطنها الأصلي الأول، وقد بينت التنقيبات التي جرت في العراق أن تماثيل الأسس السومرية الأولى قد وضعت في أسس المعابد وذلك تحت الزوايا الأربعة للمعبد وتحت المداخل ودكة المحراب. والجدير بالذكر أن إيداع التماثيل لم يقتصر على المعابد فقط بل نرى ذلك يتعدى إلى القصور الملكية في عهد ملك أور شولجي (2030 – 1980) قبل الميلاد. صنعت هذه التماثيل من البرونز في الدرجة الأولى، وصنعت بعض التماثيل من الخشب أو الحجر أو الفخار.
إن تماثيل الأسس قد بلغت القمة من حيث التنوع ودقة النحت في العصر السومري الحديث كما ازدادت المنطقة استعمالها واتسعت اتساعاً كبيراً، لقد ظهر نوع جديد من تماثيل الأسس في عصر أور السلالة الثالثة (2100- 1950) قبل الميلاد هو تمثال الملك الذي يحمل فوق رأسه سلة أو طاسة مواد البناء ويقف فوق قاعدة تنتهي بشكل مسمار قصير وقد نحت جسم التمثال نحتا مدورا كاملا. وكان ظهور هذا النوع من تماثيل الأسس لأول مرة في مدينة لكش. ومن العصر السومري الحديث جاءتنا كمية من تماثيل الأسس التي تمثل الإله الراكع الذي يمسك بالمسمار أو الوتد المكتوب بالكتابة المسمارية. وفي عهد أورنمو مؤسس سلالة أور الثالثة (حوالي 2050 ق.م) ظهر نوع آخر للملك الذي يحمل سلة مواد البناء وفيه يكون تمثال الملك منحوتا بصورة كاملة مع القدمين ويرتدي لباسا طويلا لغاية الكعب وهو يقف على قاعدة مستديرة. وفي عهد الملك أورنمو ظهرت تماثيل الأسس المصنوعة من الخشب إضافة إلى التماثيل المصنوعة من البرونز.
واستمر في العصر السومري الحديث النوع المعروف ب (الحيوان – المسمار) الذي استعمل في العصر فجر السلالات الثالث ولكن بشكل ثور جالس فوق مسمار. كما واستمر استعمال النوع المعروف ب (الإنسان – المسمار) الذي ظهر لأول مرة في عصر فجر السلالات الثاني (2600 ق. م)، وفيما يخص لوح الأساس فإنه لم يطرأ عليه تغيير إذا ظل شكله المعروف باسم (المستوى المحدب) والذي ظهر في عصر فجر السلالات الثالث (2500- 2350 ق.م) مستعملاً في العصر السومري الحديث كما وظل النص الكتابي الذي يحمله مقيدا بديباجة خاصة.
وكان صندوق تماثيل الأسس يشيد بالآجر والإسفلت ويطلى بالإسفلت وأرضيته من الحجر أو طبقة من القير ويغطى بالحصير والآجر. وفي العصر السومري الحديث استعملت تماثيل الأسس لأول مرة عند بناء القصر الملكي إضافة إلى المعبد.
1. تمثال أساس للملك السومري أورنمو يعود إلى حوالي 2050 ق. م، يحمل التمثال فوق رأسه سلة مواد البناء. يرتدي مئزراً طويلاً ذا نطاق، يقف على قاعدة مدورة. يحمل التمثال كتابة مسمارية تذكر اسم الملك واسم آلهة والمعبد. صنع من مادة البرونز عثر عليه في مدينة نفر. (رشيد 1980 : 35)
2. تمثال أساس يمثل إلهاً راكعاً وهو يمسك بالوتد من قسمه العلوي ويرتدي الإله مئزراً قصيراً ويضع فوق رأسه التاج المقرن وهو رمز الآلهة في عراق القديم، من العصر السومري الحديث 2100 ق.م صنع من مادة البرونز يبلغ صوله 22,5 سم. (الرشيد 1980 : 27)
3. الملك أورنمو يصب الماء البارد أمام الإله ننار.

من المشاهد الفنية والطقوس السائدة هي تقديم الماء البارد إلى الآلهة التي استمر كذلك في سلالة أور الثالثة أفضل مثال مشهد مصور على أعلى المسلة التي أقامها الملك أورنمو، يبين المشهد أن الملك أورنمو كان يقدم الماء عند زيارته لمعبد الإله ننار الإله الرئيس لمدينة أور وللآلهة ننكال زوجة الإله ننار، أما بالنسبة إلى تقديم الماء المثلج الذي كان يصبه أورنمو فلا دلالة على أنه مثلج سوى الكتابات، واستخدام الماء المثلج بسب ندرته في القسم الجنوبي من العراق الذي لا يستطيع توفيره سوى الملوك الأمر الذي يعطي منه أهمية لتقديمه قرباناً للآلهة. يتبين أيضاً من المشهد أن ثوب الإله يختلف عن ثوب الملك. (رشيد 1990 : 55).

## التجارة
دلت التنقيبات الأثرية في مواقع المدن العراقية القديمة على وجود عدد من المواد المصنوعة التي لا توجد أصلاً في أرض العراق مثل المعادن والحجارة والأصداف البحرية مما يؤكد وجود صلات تجارية بين المستقرات والمدن العراقية وبين المناطق التي تتوفر فيها هذه المواد الأولية. أن اهتمام أهل العراق بالتجارة يعود منذ العصور الحجرية الحديثة وهذا ما تؤكده المكتشفات في هذه المواقع مما يؤكد على أهمية التجارة لدى سكان العراق القديم وإكسابه الخبرات التجارية عبر الزمن، وفي حدود الألف الثالثة قبل الميلاد احتلت التجارة أهمية كبيرة في حياة أهل العراق وفي نشاطتهم التجارية فأصبح الاهتمام بالتجارة ليس مقتصراً على الأفراد بل شملت أهميته الدولة ومحافضتها على سلامة طرق التجارة وتوفر المواد الأولية من مناشئ مختلفة.
يمكن تلخيص بعض الأسباب التي أدت إلى ازدهار العملية التجارية في العراق القديم إلى ما يلي:
1. عدم توفر المعادن والحجارة والأخشاب التي تعد مواداً ضرورية لمجتمعات الصيد والزراعة.

فهذه المواد تدخل في صناعة العديد من مواد الإنتاج، وتعد مواد ضرورية وجيدة للبناء، فقد سعت التجارة الخارجية توفير هذه المواد في الأسواق المحلية، فقد استورد العراقيون النحاس والذهب والفضة والأحجار الصلبة الجيدة وأنواع مختلفة من الاخشاب.
1. صدر التجار العراقين بالإضافة إلى المنتجات الزراعية، العديد من المنتجات الحيوانية التي قاموا بتصنيعها ومن أبرزها صناعات النسيج والملابس والجلود والزيوت النباتية، وجعلها سلعاً تجارية تتكافأ في قيمتها مع أثمان المواد المستوردة.
2. كانت عمليات الاستيراد والتصدير تتم بكميات كبيرة جداً، وذلك لتحقيق الفائدة المرجوة من التجارة ولتغطية النفقات الرحلة التجارية.
3. توفر وسائل النقل المائية التي تتميز باستيعابها الكبير، وقلة تكاليف انتقالها. (الهاشمي 1985 : 195)